# Berta Kentska
Sveta Berta ili Aldeberga (eng. Saint Bertha i Saint Aldeberge; Neustrija, oko 565. – Canterbury, oko 601.), kraljica Kenta i svetica. Kanonizirana je kao svetica zbog njene uloge u uspostavljanju kršćanstva u engleskoj povijesti. 

## Životopis
Bila je kćer Hariberta I., merovinškog kralja Pariza. i njegove prve supruge Ingoberge. Kad se udala za poganskog kralja Ethelberta Kentskog, dovela je svog kapelana Liudharda sa sobom u Englesku.
Obnovila je kršćansku crkvu u Canterburyju koja je datirala još od rimskih vremena, posvetivši ju svetom Martinu. Današnja crkva sv. Martina u Canterburyju se nalazi na istom mjestu. Augustin Canterburyjski čiju misiju je 596. poslao papa Grgur I. radi propovijedanja gospela u Engleskoj, umnogome duguje dobar prijam Berthinom utjecaju. Anglosaski izvori bilježe da je sv. Bertha imala dvoje djece.: Eadbalda Kentskog i Ethelburgu Kentsku. Spomendan joj je 1. svibnja.

## Vanjske poveznice
- Catholic Encyclopedia: Bertha

Ovaj članak sadrži prevedeni tekst iz Catholic Encyclopedie, objavljene 1913., koja je javno dobro.